# Hôtel Caravelle (Saïgon)
L'hôtel Caravelle de Saigon (vietnamien : Khách sạn Caravelle Sài Gòn) est un hôtel construit dans la rue Dong Khoi du  1er arrondissement d'Hô Chi Minh-Ville au Viêt Nam,.

## Présentation
L'hôtel Caravelle ouvre au public le soir de Noël 1959, il était situé à l'époque Place Francis Garnier de la ville nommée alors Saïgon. 
Des journalistes contemporains ont noté son utilisation de marbre italien, de verre pare-balles et d'un «système de climatisation de pointe et d'un générateur privé Berliet».
Le design moderne de l'hôtel est l'œuvre d'un architecte vietnamien, M. Nguyen Van Hoa, diplômé de l'École supérieure des Beaux-Arts de Hanoï.  
Le bâtiment d'origine de dix étages est désormais attenant à une tour de 24 étages.  
L'hôtel Caravelle appartient à la société d'État Saigon Tourist Co.

## Histoire
Dans les années 1960, le Caravelle abritait l'ambassade d'Australie, l'ambassade de Nouvelle-Zélande et les bureaux de NBC, ABC et CBS et bureaux du New York Times et du Washington Post.
Le matin du 25 août 1964, vers 11 h 30, une bombe explose dans la salle 514, à un étage occupé principalement par des journalistes étrangers, tous en mission. 
Neuf chambres sont endommagées, les vitres de plusieurs voitures garées dans la rue sont arrachées et plusieurs personnes sont blessées sans être tuées.
L'ambassade d'Australie était protégée par des soldats de l'armée australienne. Dans le cadre du retrait des forces australiennes dans le pays, celles-ci sont devenues le peloton indépendant de la garde de l'ambassade d'Australie à Saïgon, qui restera à l'hôtel Caravelle de mars 1972 à juin 1973.
Après la chute de Saïgon en 1975, l'hôtel a été repris par le pouvoir vietnamien et rebaptisé Hôtel Doc Lap (« hôtel de l'Indépendance »). 
Il retrouvera son nom originel en 1998 après une rénovation complète et l'adjonction de la tour de 24 étages et se tient sur la place Lam Son.
En tant que plaque tournante de la communication, il a joué un rôle important dans la guerre du Vietnam. 
Le Manifeste des Dix-huit est connu sous le nom de Manifeste du Caravelle (en) après une conférence de presse tenue à l'hôtel.

## Galerie

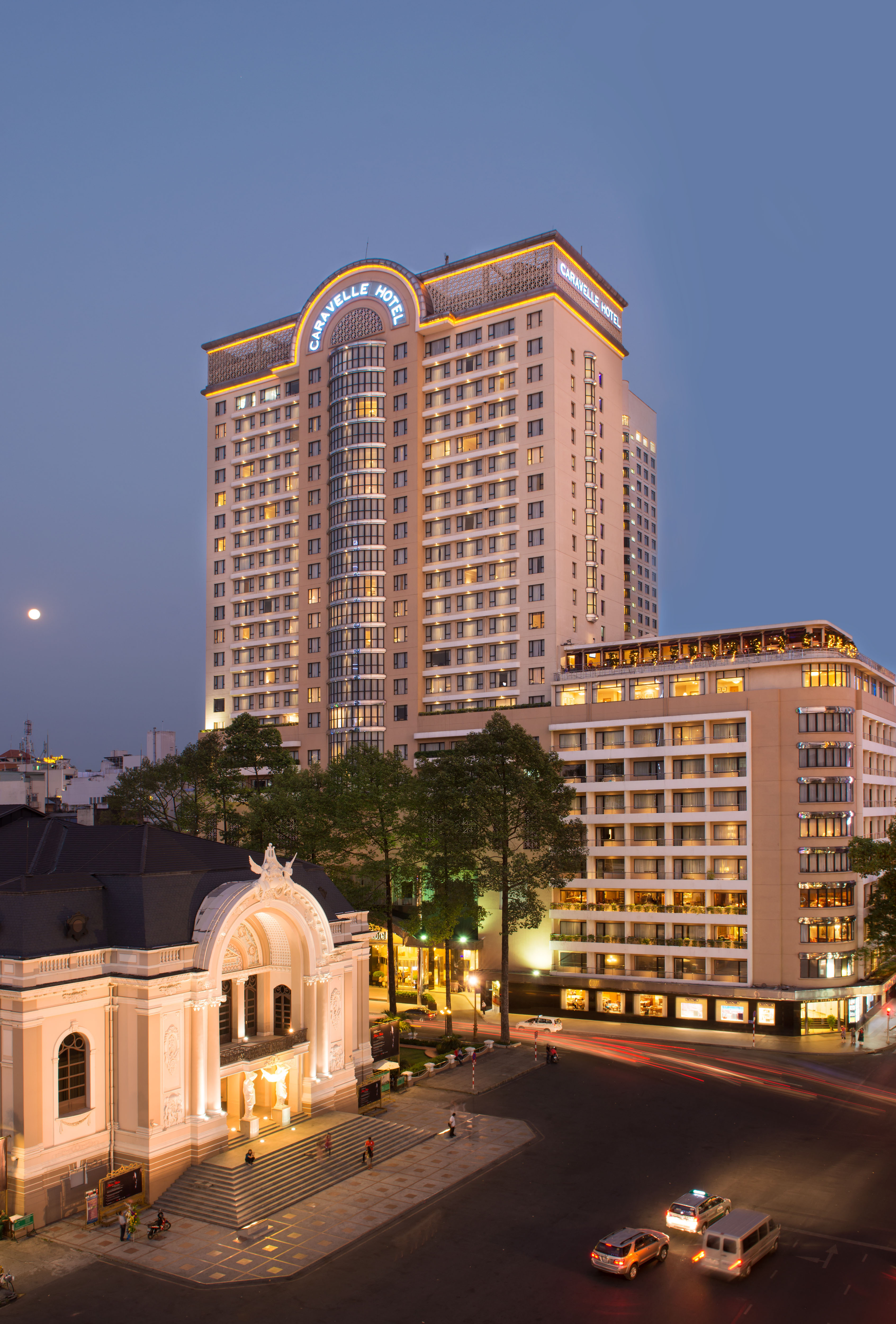
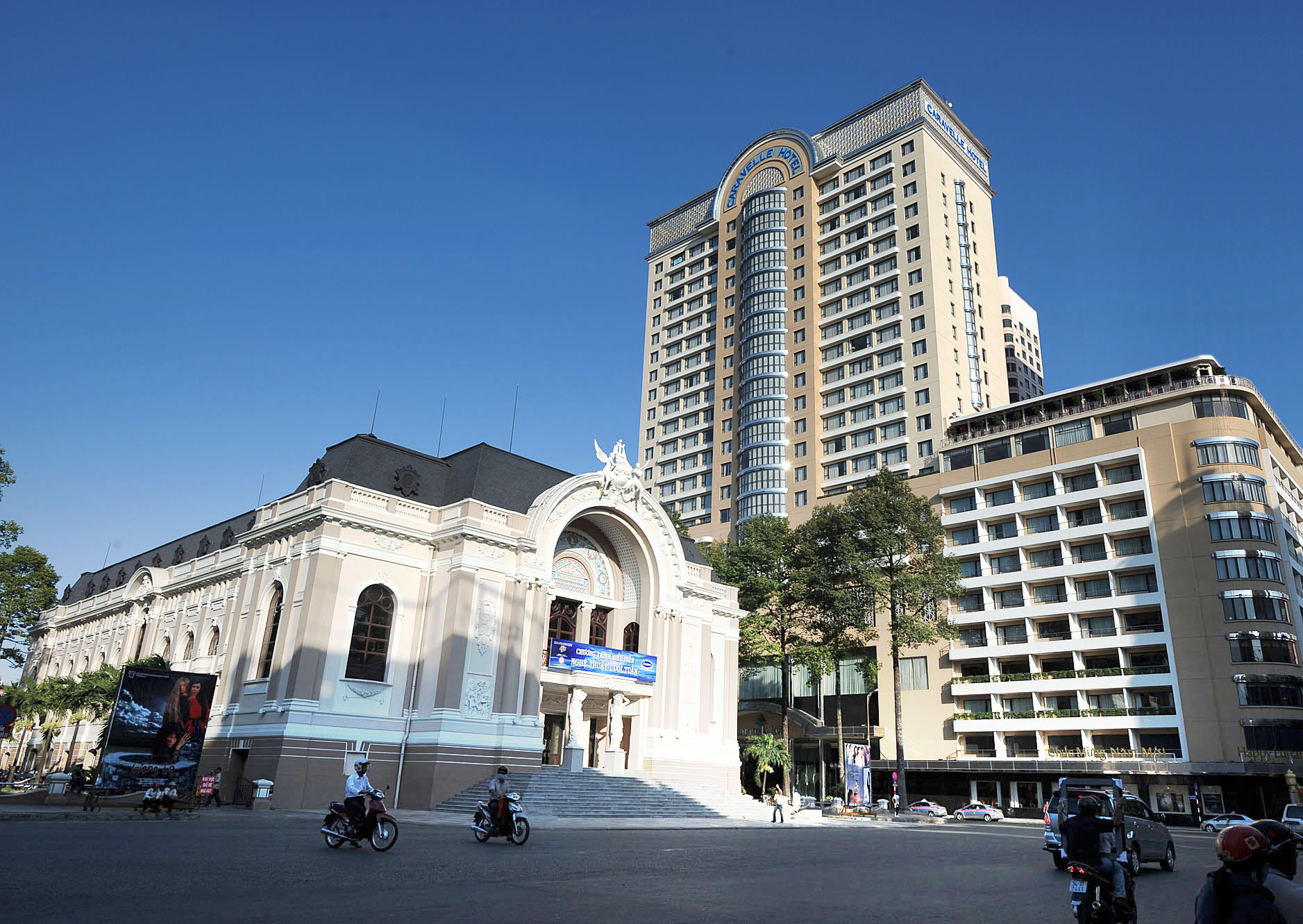
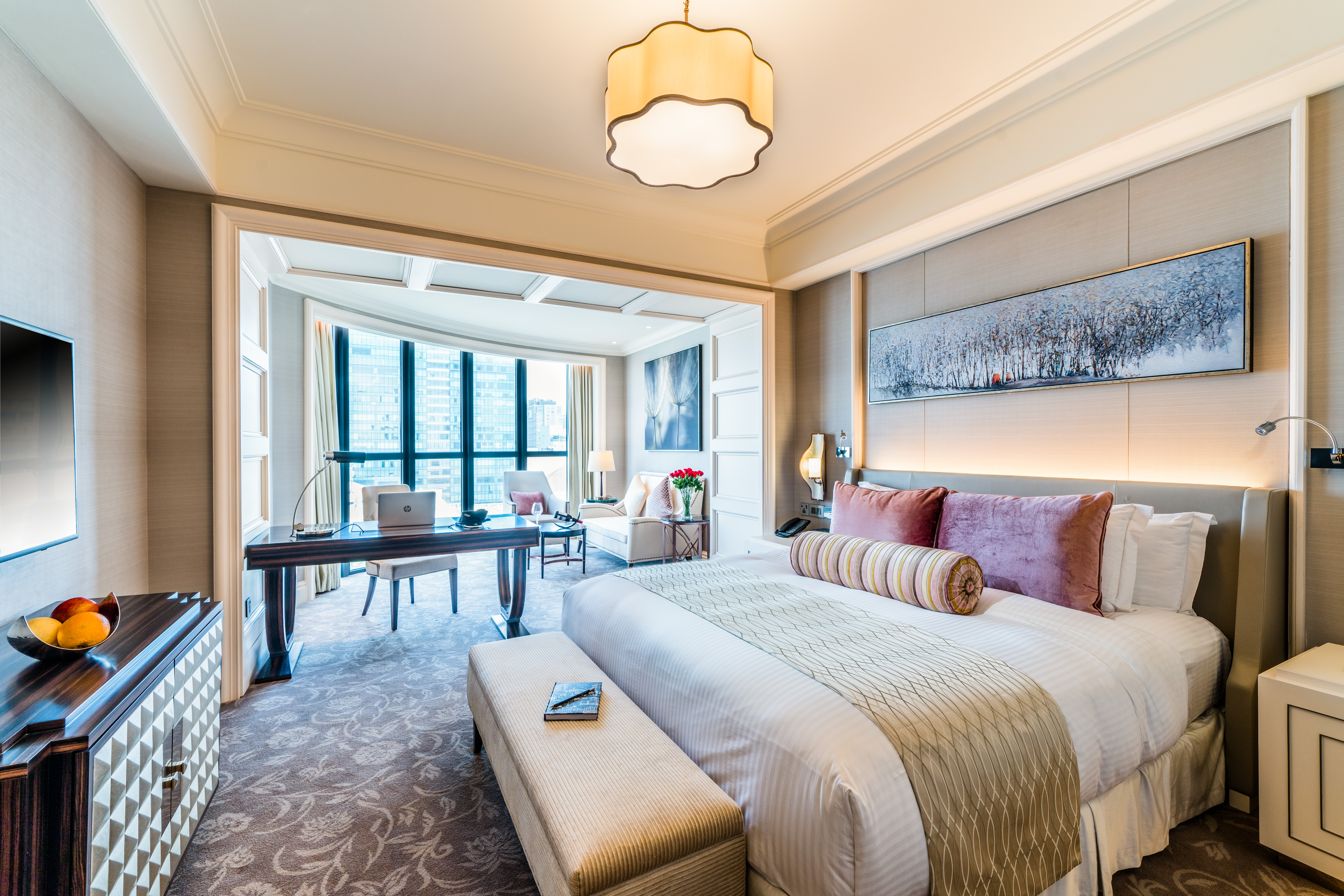